# Закрытая петля (элемент узлов)
Закры́тая пе́тля́ (англ. Closed Loop) — элемент узлов, изгиб верёвки, концы которой соединены вместе, но не перекрещены. Когда соединяют вместе концы верёвки (складывают верёвку пополам), оба конца верёвки становятся коренным концом, а образовавшаяся при этом петля становится ходовым концом, которым возможно завязать крепёжный узел серединой верёвки (например, двойной беседочный узел), или крепёжный узел на конце верёвки (например, восьмёрка). Образование закрытой петли позволяет определить середину верёвки, необходимую, иногда, для определённой цели использования.
Одни исследователи полагают, что «закрытая петля» и «колы́шка» — один и тот же элемент, другие исследователи убеждены, что «закрытая петля» и «колышка» представляют собой принципиально отличающиеся друг от друга элементы узлов.